# Earias dorsalis
Earias dorsalis är en fjärilsart som beskrevs av Embrik Strand 1917. Earias dorsalis ingår i släktet Earias och familjen trågspinnare. Inga underarter finns listade i Catalogue of Life.